# Handskrift KB B 59

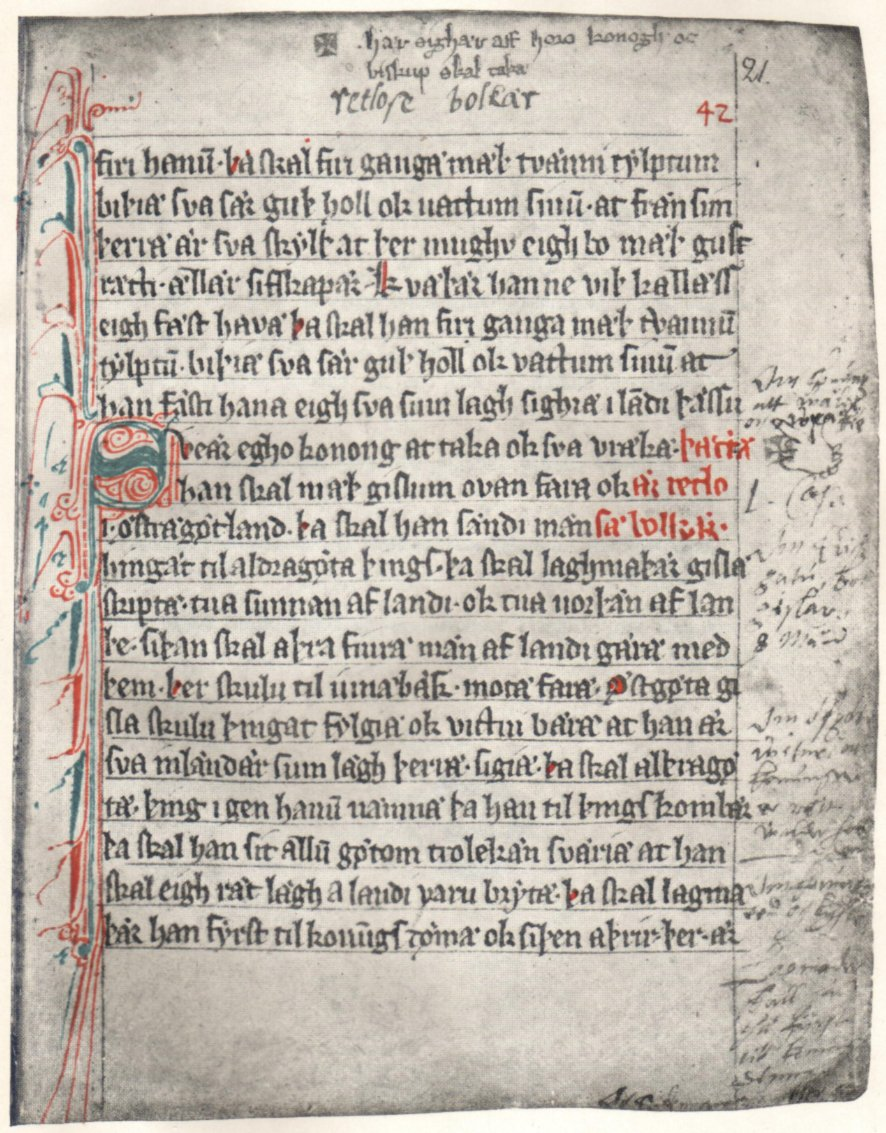
KB B 59 blad 21r

Handskrift KB B 59 innehåller den enda bevarade texten till Äldre Västgötalagen samt flera andra handlingar av stor betydelse för Västergötlands och Sveriges medeltida historia. Den är den äldsta boken på svenska.

Handskriften skrevs i omgångar mellan cirka 1285 och 1325 och förvarades troligen ursprungligen i Skara. Sedan 1786 finns den i Kungliga biblioteket (KB). Den formella beteckningen är ”Kungliga biblioteket (HSS) B 59”, där HSS står för Handskriftssamlingen. Den betecknas ofta ”Cod. Holm. B 59”, där ”Cod. Holm.” står för Codex Holmiensis, dvs. Stockholmsbok eller Stockholmskodex, syftande på KB. Den ägdes ursprungligen av Vidhemsprästen.

## Utgåvor
Själva Västgötalagen har givits ut flera gånger, i original och i översättning till modern svenska samt till latin, franska, engelska och tyska. Vissa andra avsnitt av handskriften har publicerats separat i original och i modern språkdräkt.
Handskriftens hela text gavs ut 1827 av Hans Samuel Collin och Carl Johan Schlyter som första bandet av utgåvan Samling af Sweriges gamla Lagar, som var den första vetenskapliga textutgåvan.
Avsnittet Lydekini anteckningar gavs dock ut i sammandragen form eftersom det av utgivarna uppfattades som delvis enbart en upprepning av lagtexten, vilket har medfört att avsnittet varit svårtillgängligt.
Varken de fornsvenska eller de latinska texterna översattes till nusvenska. 
År 2011 utgav Föreningen för Västgötalitteratur genom Per-Axel Wiktorsson handskriften i två band. Band 1 innehåller färgfoto av alla sidorna samt inledande artiklar av Wiktorsson med flera. Band 2 innehåller på varje uppslag till vänster en sida av handskriften renskriven rad för rad och till höger en råöversättning rad för rad av all text.
Handskriften är även tillgänglig i digital form.

## Struktur
Handskriften är en samlingsvolym som består av flera delar. Den har tydligen byggs på efterhand med nya lägg. Dessa består som mest av fem ark dubbelvikta i varandra (vilket ger tjugo sidor) och som minst av ett ensamt dubbelvikt ark (som ger fyra sidor) samt allra sist av ett stickblad om två sidor. Sammantaget omfattar handskriften 77 pergamentsblad i formatet 19 x 13 cm med en skriftspegel på 11 x 9 cm. Ett ytterligare blad, som har rivits ut, har efterlämnat en smal rand med text. Det kan betecknas som blad 53A. Allt bands in med läderklädda träpärmar 1687 av Antikvitetsakademin.
Den första delen består av Äldre Västgötalagen samt fem korta texter. Skrivaren, som betecknas ”skrivare A”, lämnade 9,5 sidor oskrivna. Första och sista sidan är hårt smutsade och slitna och denna del har tydligen under längre tid utgjort ett separat häfte. 
I marginalerna till själva Västgötalagen finns 13 anteckningar med lagkommentarer: fem av skrivare B, fyra av skrivare D och fyra av andra medeltida skrivare.
Skrivare C hette Lydekinus, och skrev ett häfte i samma format, bestående av korta bitar lagtext. Han slutade med orden ”Här slutar Laurentius bok, som Lydekinus har skrivit” ("Explicit liber laurencij quem scripsit lydekinus").
Detta kan tolkas som att Lydekinus sammanställde en lagsamling åt Laurentius, eller att han renskrev en lagtextsamling, som Laurentius redan hade skrivit ihop. Lydekinus lämnade 1,5 sida oskriven i sitt häfte.
Skrivare D gjorde så förutom de ovan angivna marginalanteckningarna i VgL flera olika insatser. Han fyllde på det första häftet med ytterligare korta texter med juridiskt och historiskt innehåll, han skrev ett eget häfte med liknande texter samt ett häfte med en sammanställning på latin av kyrkliga rättsregler, ibland kallad ”Latinbalken”. 
På det resterande utrymmet i Lydekinus häfte förde skrivare D in en juridisk notis samt fyllde den sista sidan med klotter på latin. Likaså skrev han på de 6 tomma sidorna efter Latinbalken in en blandning av latinska texter: en syndabekännelse, gåtor och versstumpar. Ett antagande är att skrivare D behöll handskriften sedan den inte längre användes i tjänsten och då fyllde på med privata anteckningar. Kanske gäller detta även den sista sidan av del ett, som innehåller anteckningar om Vidhems socken.
Allra sist sitter ett yngre blad som troligen suttit i en annan handskrift. Det innehåller text dels ur Yngre Västgötalagen och dels ur Latinbalken.

## Innehåll
Bladen i handskriften är numera numrerade. Man hänvisar till framsidor genom att lägga till ett ”r” (som i recto) och till baksidor med ett ”v” (som i verto).
Collin och Schlyter numrerade med en romersk siffra I själva lagen samt de fyra första bilagorna, vilka de betecknade som ”Tillägg”. Med II betecknades Yngre Västgötalagen (enligt handskrifterna KB B 58 och KB B 6), med III Lydekini anteckningar och med IV övriga inslag. De sistnämnda undernumrerades i sin tur, med undantag av två stycken, som först 1915 fick nummer IV:22 och IV:23 av Ekholm, som även gav ut ett diplomatariskt avtryck av dessa två texter. . 
Som ”notis” markeras här nedan tre inslag, som tycks ha klämts in i efterhand på lediga utrymmen. 
| Blad  |                                               | Sida    | Skrivare | CS-nr   |  |
|       | DEL ETT                                       |         |          |         |  |
| 1-40  | 1. Titelsida (klotter; sliten och nött)       | 1r      |          |         |  |
|       | 2. Äldre Västgötalagen (skrivare A)           | 1v-40r  | A        | I       |  |
|       | 3. Marginalnotiser                            |         | B, D     | IV:1-8  |  |
|       | .                                             |         |          |         |  |
| 40-43 | Texter av skrivare A                          |         |          |         |  |
|       | 4. Landamäri ("Danaholmsfördraget")           | 40r     | A        | I       |  |
|       | 5. Västgötalagens gränslista, inledning       | 40r     | A        | I       |  |
|       | 6. Hur tingslott skall skiftas                | 40r-40v | A        | I       |  |
|       | 7. Biskop Brynolfs stadga 1281                | 41r-42v | A        | I       |  |
|       | 8. Västergötlands kyrkor                      | 43r     | A        | I       |  |
|       | .                                             |         |          |         |  |
| 43-47 | Texter av skrivare D                          |         |          |         |  |
|       | 9. Notis: Om man lejer någon att dräpa        | 43r     | D        | IV:9    |  |
|       | 10. Västgötalagens gränslista, huvuddelen     | 43v-44v | D        | IV:10   |  |
|       | 11. Västergötlands allmänningar               | 45r     | D        | IV:11   |  |
|       | 12. Om arvslott och urbotamål                 | 45v     | D        | IV:12   |  |
|       | 13. Domarregler                               | 46r-46v | D        | IV:13   |  |
|       | 14. Anteckningar om Vidhems socken            | 47r     | D        | IV:13   |  |
|       | 15. Slutsida (klotter; sliten och nött)       | 47v     |          |         |  |
|       | .                                             |         |          |         |  |
|       | DEL TVÅ                                       |         |          |         |  |
| 48-58 | Nytt häfte av skrivare D                      |         |          |         |  |
|       | 16. Västergötlands lagmän                     | 48r-49r | D        | IV:14   |  |
|       | 17. Sveriges kungar                           | 49r-50r | D        | IV:15   |  |
|       | 18. Notis: Avlat ("Johannitmunken")           | 50r     | B? D?    | IV:17   |  |
|       | 19. Skaras biskopar                           | 50v-52r | D        | IV:16   |  |
|       | 20. Om tjuvnad                                | 52r-52v | D        | IV:18   |  |
|       | 21. Edsöreslagar                              | 53r-56r | D        | (IV:22) |  |
|       | 22. Fragment                                  | 53A     | D        |         |  |
|       | 23. Alsnö stadga                              | 56r-58v | D        | IV:19   |  |
|       | .                                             |         |          |         |  |
|       | DEL TRE                                       |         |          |         |  |
| 59-66 | Nytt häfte av skrivare C                      |         |          |         |  |
|       | 24. Lydekini anteckningar (Laurentius bok)    | 59r-66r | C        | III     |  |
|       | Små ändringar i anteckn. nr 2, 12 och 43      |         |          |         |  |
|       | 25. Notis: Utdrag ur Utgärdabalken            | 66r     | D        | IV:20   |  |
|       | 26. Latin: gåtor, glosor                      | 66v     | D        |         |  |
|       | .                                             |         |          |         |  |
|       | DEL FYRA                                      |         |          |         |  |
| 67-76 | Nytt häfte av skrivare D                      |         |          |         |  |
|       | 27. Kyrkorätt på latin (Latinbalken)          | 67r-74v | D        | IV:21   |  |
|       | 28. Latin: syndabekännelse, verser m.m.       | 74v-76r | D        |         |  |
|       | 29. Slutsida (sliten och nött) Latin: verser, | 76v     |          |         |  |
|       | ordspråk, glosor                              |         |          |         |  |
|       | .                                             |         |          |         |  |
| 77    | 30. Tilläggsblad, från hs med VgL II          | 77r-77v |          |         |  |

## Skrivare
Om skrivare A är ingenting känt. Skrivare B har utom de fem marginalnotiserna i Västgötalagen skrivit avlatsnotisen (nr 17),  där det sägs att de som handlar väl mot Johannes Döparens kloster beviljas viss befrielse från botgöring och dessutom blir delaktiga i mässor och böner etc, som utförs ”i vår ordens kloster bortom och hitom havet”. Redan Schlyter kallade honom därför ”johannitmunken” och så har han hetat sedan dess. Dock har Wiktorsson 2011 gjort gällande att skrivaren bara skrev av ett brev som gått ut till samtliga svenska stift och att således ingenting talar för att han själv skulle tillhöra johanniterorden. Tvärtom hävdar han att en handstilsanalys visar att notisen skrivits av skrivare D (i motsats till de andra fem notiserna).
Skrivare C skriver själv att han heter Lydekinus. Två andra personer med detta namn är kända från tiden. En var kyrkoherde i Lödöse församling 1330, och det har antagits att det var skrivare C som så småningom fick denna befattning efter arbete i domkapitlets tjänst.
Skrivare D kallas i litteraturen ”Vidhemsprästen” med stöd av två omständigheter. Den ena är att handskriften till synes omotiverat inrymmer en ingående beskrivning av uppdelningen av Vidhems (nu Laske-Vedums) socken på tredingar och mindre enheter när det gäller pålagor och rättigheter, varvid man nämner en ’’laurencius dyakn’’, dvs diakon Laurentius. Den andra är Lydekinus avslutningsfras att han har skrivit ”Laurentius bok”. Sammantaget har detta gett bilden av en prästman Laurentius med anknytning till Vidhems socken som har samlat rättsligt och historiskt material om Västergötland, troligen som skrivare vid domkapitlet.
Wiktorsson har däremot efter en handskriftsanalys hävdat att skrivare D är Tyrgils Kristinesson, känd som skrivare hos hertigarna Erik och Valdemar Magnusson.

## Tidsapekter
Bokens äldsta del skrevs av skrivare A till synes i en följd och omfattar Västgötalagen och fyra ytterligare texter, däribland biskop Brynolfs stadga från 1281 (p. 6), och måste alltså ha skrivits efter detta datum. 
Den yngsta medeltida texten är en anteckning om Vidhems sockenkassas innehåll år 1325 på sidan 47r med anteckningar om Vidhems socken (p. 13). Eftersom anteckningarna om Vidhem är gjorda av skrivare D, har man antagit att alla denne skrivares texter tillkommit på 1320-talet eller möjligen något tidigare. Wiktorsson har kategoriskt hävdat att raderna med årtalet, som står längst ner på sidan, är ett tillägg som en annan skrivare har gjort. Skrivare D skulle därför kunnat ha varit verksam redan på 1290-talet. 
De tre längderna med lagmän (p. 15), kungar (p. 16) och biskopar (p. 18) går bara fram till 1240-talet. De kan således inte varit uppdaterade när de skrevs in i handskriften.
Äldre Västgötalagen (p. 2) sammanställdes av lagman Eskil på 1220-talet. Hans efterföljare tog enligt uppgift i lagmanslängden bort hedniska bruk såsom frillobarns arvsrätt. Arvsrättsändringen är genomförd i den skrivna lagtexten och järnbörden, som troligen förbjöds cirka 1250,  är borttagen. Vilka ytterligare ändringar som gjorts i Eskils lag innan den skrevs ner i denna handskrift vet vi inte.

### Böcker
- Beckman, Natanael (1912a). Ur vår äldsta bok: [Äldre västgötalagen]. Stockholm: Norstedt. Libris 8209941
- Beckman, Natanael (1912b). ”Studier till Västgötalagarnas historia”. Arkiv för Nordisk filologi 28:  sid. 54-98. http://journals.lub.lu.se/index.php/anf/article/view/11695.
- Collin, Hans Samuel & Schlyter,Carl Johan, red (1827-1877). Corpus iuris sueo-gotorum antiqui. Samling af Sweriges gamla lagar. Stockholm. Libris 8231091
- Ekholm, Hugo J. (1915). Vidhemsprästens och johannitmunkens anteckningar i Codex Holmiensis B 59. Helsingfors. Libris 420110
- Nilsson, Göran B. (2012). Nytt ljus över Yngre Västgötalagen: den bestickande teorin om en medeltida lagstiftningsprocess. Rättshistoriskt bibliotek, 0534-2716 ; 69. Stockholm: Institutet för rättshistorisk forskning. Libris 13285460. ISBN 978-91-86645-04-5
- Ståhle, Carl Ivar (1950). ”Det saknade bladet i Vidhemsprästens anteckningar”. Arkiv för nordisk filologi 64:  sid. 170-176.
- Wiktorsson, Per-Axel, red (2011a). Äldre Västgötalagen och dess bilagor: i Cod. Holm. B 59. D. 1. Skara stiftshistoriska sällskaps skriftserie, 1401-7725 ; 60. Skara: Föreningen för Västgötalitteratur. Libris 12200276. ISBN 978-91-978079-2-0
- Wiktorsson, Per-Axel, red (2011b). Äldre Västgötalagen och dess bilagor: i Cod. Holm. B 59. D. 2. Skara stiftshistoriska sällskaps skriftserie, 1401-7725 ; 60. Skara: Föreningen för Västgötalitteratur. Libris 12200276. ISBN 978-91-978079-2-0
- Holmbäck, Åke & Wessén, Elias, red (1946). Svenska landskapslagar. Ser. 5, Äldre västgötalagen, Yngre västgötalagen, Smålandslagens kyrkobalk och Bjärköarätten. Stockholm: Geber. Libris 8078499 (nytryck 1979 ISBN 91-20-06240-0)
- World Digital Library